# 玛卡拉鲸属
玛卡拉鲸（学名：Makaracetus bidens），是一种史前哺乳类，生活于始新世的巴基斯坦。

## 词源
玛卡拉鲸属的属名Makaracetus以印度教神话中的动物“玛卡拉”（Makara）命名，玛卡拉是一种半兽（通常形似大象）半鱼的神话动物，属名以-cetus结尾，意为“鲸”。种名bidens来自拉丁语，意为“两颗牙齿”，指其前颌骨只有两颗门齿。